# Courbe lift
En exploration de données, le lift est une mesure de la performance d'un modèle prédictif ou descriptif, mesuré par rapport au modèle du choix aléatoire.
Par exemple, supposons qu'une population ait un taux de réponse prédit égal à 5 %, mais qu'un certain modèle a identifié un segment avec un taux de réponse prédit de 20 %. Ce segment aura donc un lift de 4.0 (20 % / 5 %).
Typiquement, le concepteur cherche à diviser la population en quantiles, et ordonner ces quantiles par lift. Les organisations peuvent ensuite examiner chaque quantile, et en pesant les taux de réponse prédit par rapport au coût de l'opération par exemple, elles peuvent décider de prospecter tel ou tel quantile.